# Robinet d'arrêt
Pour les articles homonymes, voir Robinet et Arrêt.

Exemple de symbole pour une robinet d'arrêt.

Un robinet d'arrêt est une forme de robinet utilisée pour contrôler le débit d'un liquide ou d'un gaz. Le terme n'est pas précis et s'applique à de nombreux types de robinets ou de vannes différents. Le seul attribut constant est que ce type de robinet est conçu pour arrêter complètement le flux lorsqu'il est complètement fermé.

## Utilisation

### Service de l'eau

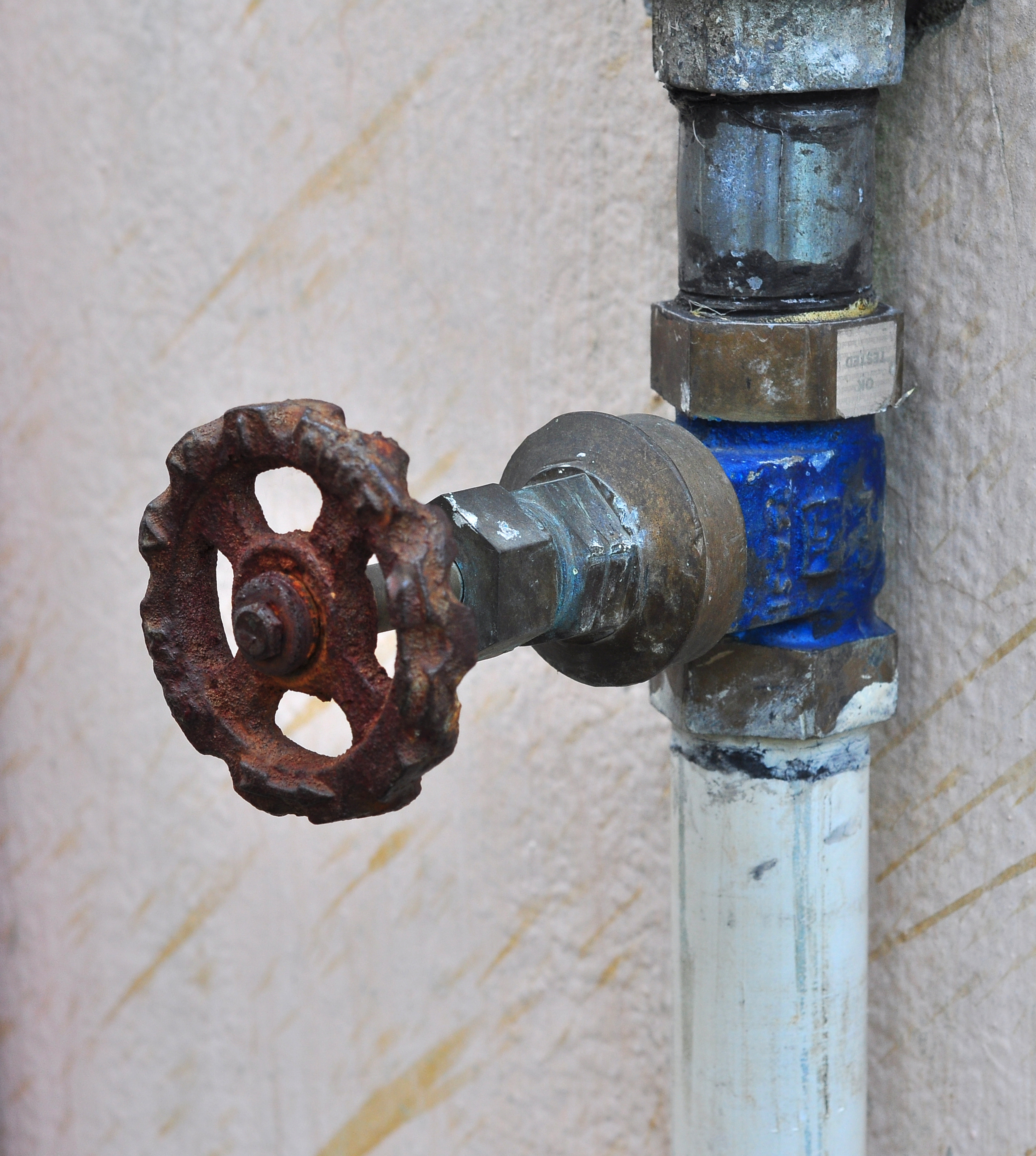
Robinet d'arrêt de réseau de distribution d'eau.

Les robinets d'arrêt sont utilisés pour réguler grossièrement le débit de l'eau du robinet dans les services résidentiels et commerciaux. On en trouve un à la jonction d'une conduite principale et de l'embranchement menant à un service de particulier (permettant d'isoler le service du réseau de distribution principal) dans un regard, et un second à l'intérieur du bâtiment (permettant d'isoler sa plomberie de l'embranchement qui y mène). L'un ou l'autre est utilisé lors de l'entretien ou des réparations d'urgence.

### Laboratoire

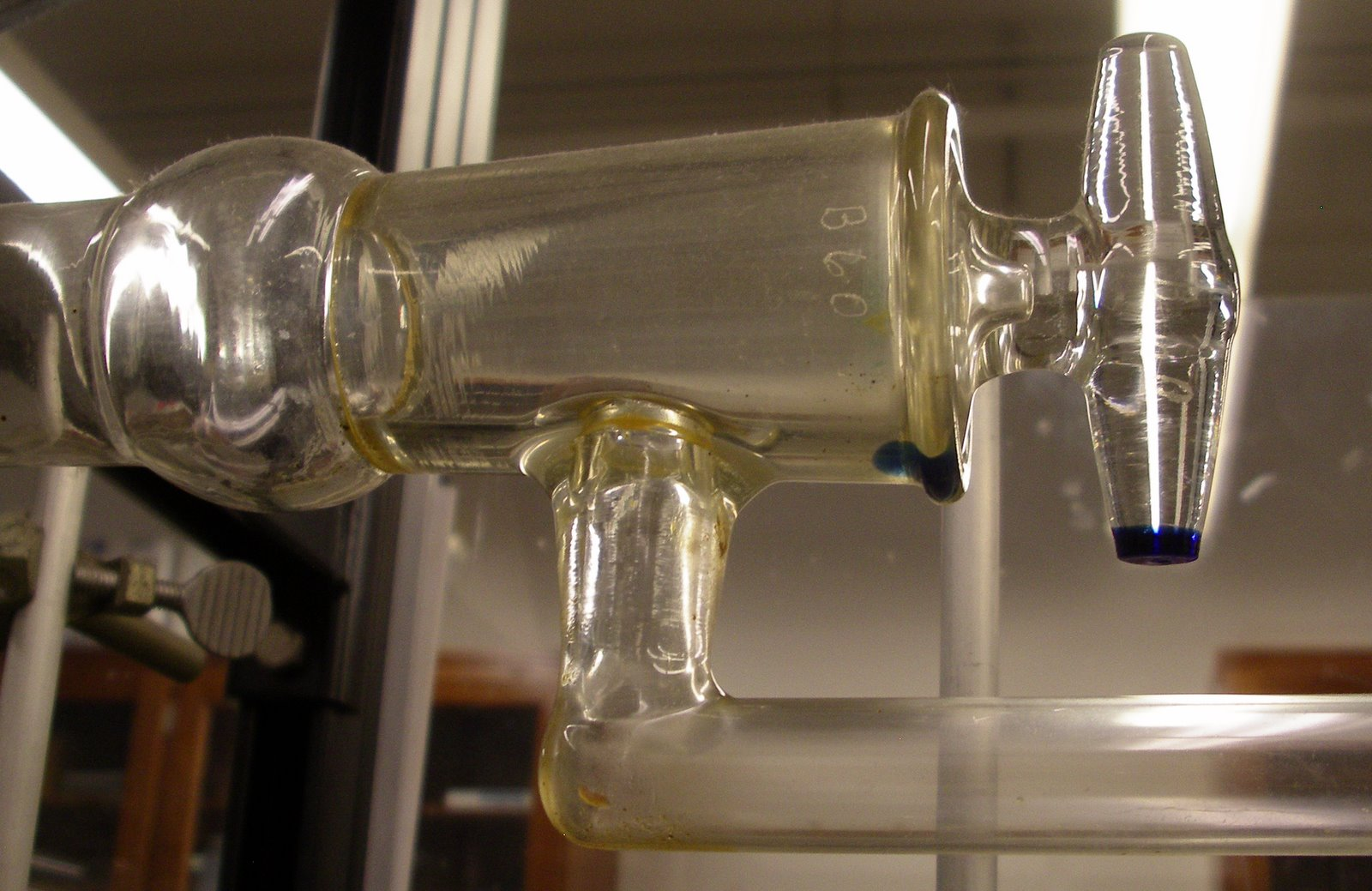
Un robinet à trou unique en verre creux maintenu en place par le vide.

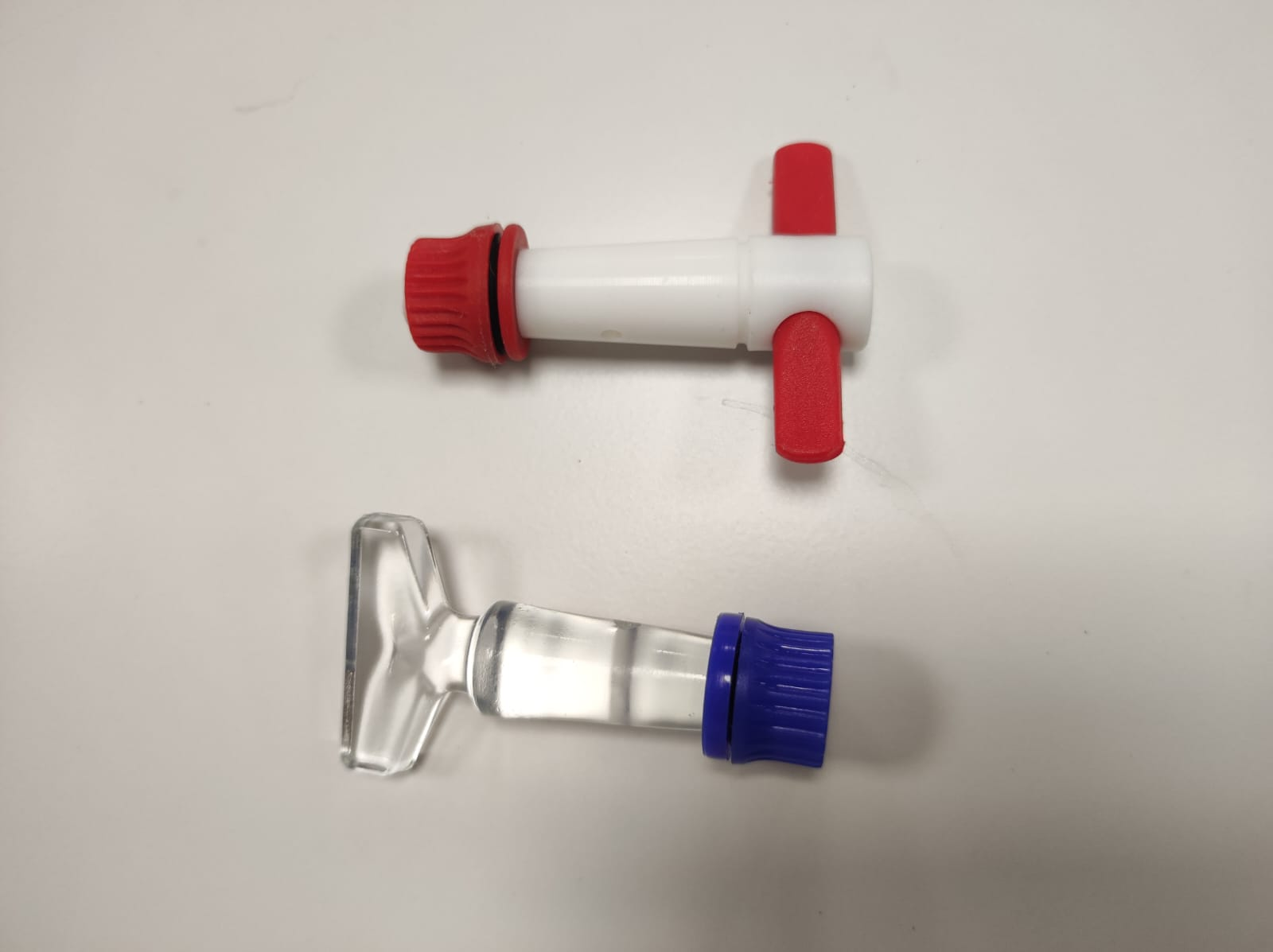
Boisseaux coniques de robinet d'arrêt en verre et en plastique.

Pour la verrerie de laboratoire, les articles ont parfois des robinets à boisseau avec des boisseaux coniques appelés robinets d'arrêt (parfois appelés "bouchons" par les profanes) avec différents alésages. Les corps des robinets sont généralement en verre, tandis que les bouchons sont en verre ou en Téflon. On peut également trouver des robinets avec une tige en Téflon (par exemple des robinets à sens unique ou des robinets coudés). Lorsque le bouchon est en verre, la poignée et le bouchon sont fusionnés en une seule pièce en verre. Lorsque le corps du robinet et le clapet sont tous deux en verre, une graisse appropriée (par exemple de la graisse de silicone ou de la graisse de Ramsay (en)) est généralement utilisée pour assurer une bonne étanchéité, ainsi que pour éviter que le robinet ne se grippe et ne se fissure par la suite.

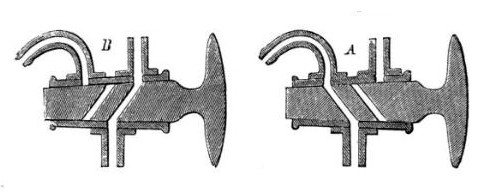
Robinet à trois voies montrant sa structure interne et comment, dans les deux positions indiquées, il établit les deux connexions possibles entre les trois voies.

Il existe des robinets d'arrêt spéciaux, tels que le modèle à double oblique utilisé dans les rampes à vide qui permettent l'application de gaz inerte et de vide à partir du même robinet d'arrêt. Le robinet d'arrêt de Clemens Winkler possède trois voies et permettent deux connexions possibles : La figure présenté ci-dessus montre comment elles peuvent être connectées :
- la voie supérieure en courbe avec la voie inférieure (figure A à droite), ou,
- la voie supérieure de forme droite avec la voie inférieure (figure B à gauche). Une position intermédiaire permet de maintenir le robinet fermé et d'empêcher la circulation de liquide ou de gaz.

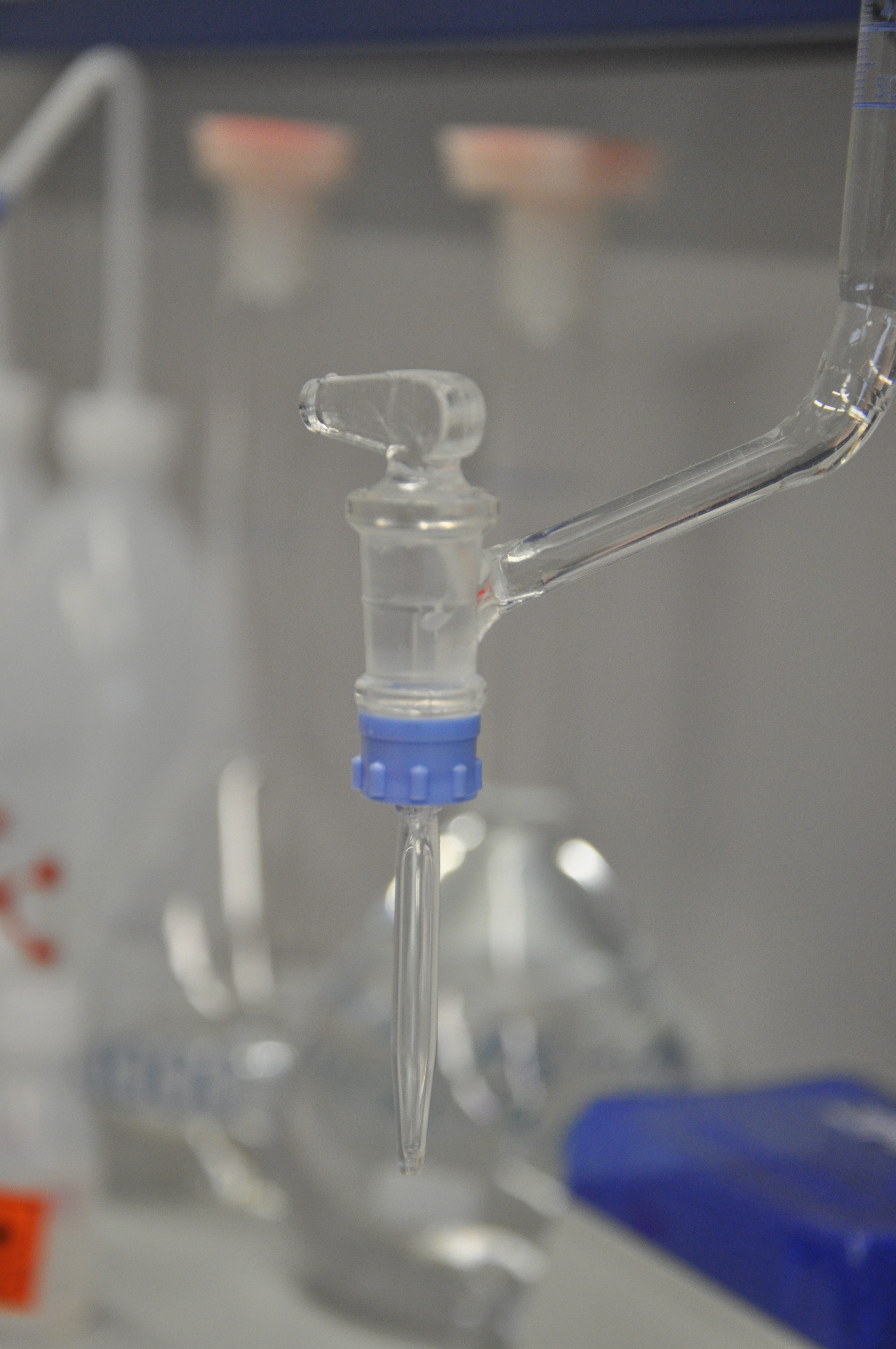
Robinet d'arrêt d'une burette.

Les robinets d'arrêt font souvent partie de la verrerie de laboratoire, comme les burettes, les ampoules à décanter, les fioles de Schlenk et les colonnes utilisées en chromatographie. Le robinet d'arrêt est un bouchon ou un rotor lisse tamisé avec une poignée, qui s'insère dans un joint femelle correspondant en verre rodé. Le joint femelle fixe est conçu de manière à joindre deux ou plusieurs morceaux de tubes en verre.  Le robinet d'arrêt est percé de trous qui permettent de connecter ou de séparer les tubes attachés au joint femelle en tournant partiellement le robinet d'arrêt. La plupart des robinets d'arrêt sont des pièces pleines avec des alésages linéaires, bien que certains soient creux avec des trous simples qui permettent d'aligner les tubes des joints. Le robinet d'arrêt est maintenu avec le joint femelle par un ressort métallique, un dispositif de retenue du bouchon en plastique, un système de rondelles et d'écrous ou, dans certains cas, par le vide. Les bouchons des robinets d'arrêt sont généralement fabriqués en verre rodé ou dans un plastique inerte comme le PTFE. Les robinets d'arrêt en verre rodé sont graissés pour créer un joint étanche et empêcher la fusion du verre. Les robinets en plastique sont tout au plus légèrement huilés.
Les robinets d'arrêt sont généralement disponibles individuellement avec une certaine longueur de tube en verre au niveau des orifices, de sorte qu'ils peuvent être assemblés par un souffleur de verre pour former un appareil personnalisé sur le lieu d'utilisation. Ceci est particulièrement courant pour les grands collecteurs en verre utilisés dans les lignes de vide poussé. Il existe de nombreuses autres variations, tant dans l'alésage des bouchons que dans l'assemblage des joints.

### Types
- Robinets d'arrêt à 1, 2 et 3 voies
- Robinets d'arrêt à vanne à aiguille (en) droits ou à angle droit
- Robinets d'arrêt de burette droits ou latéraux
- Robinet d'arrêt de dessiccateur.
- Robinets d'arrêt pour vide unidirectionnels droits ou parallèles, unidirectionnels à angle droit ou bidirectionnels.

## Galerie

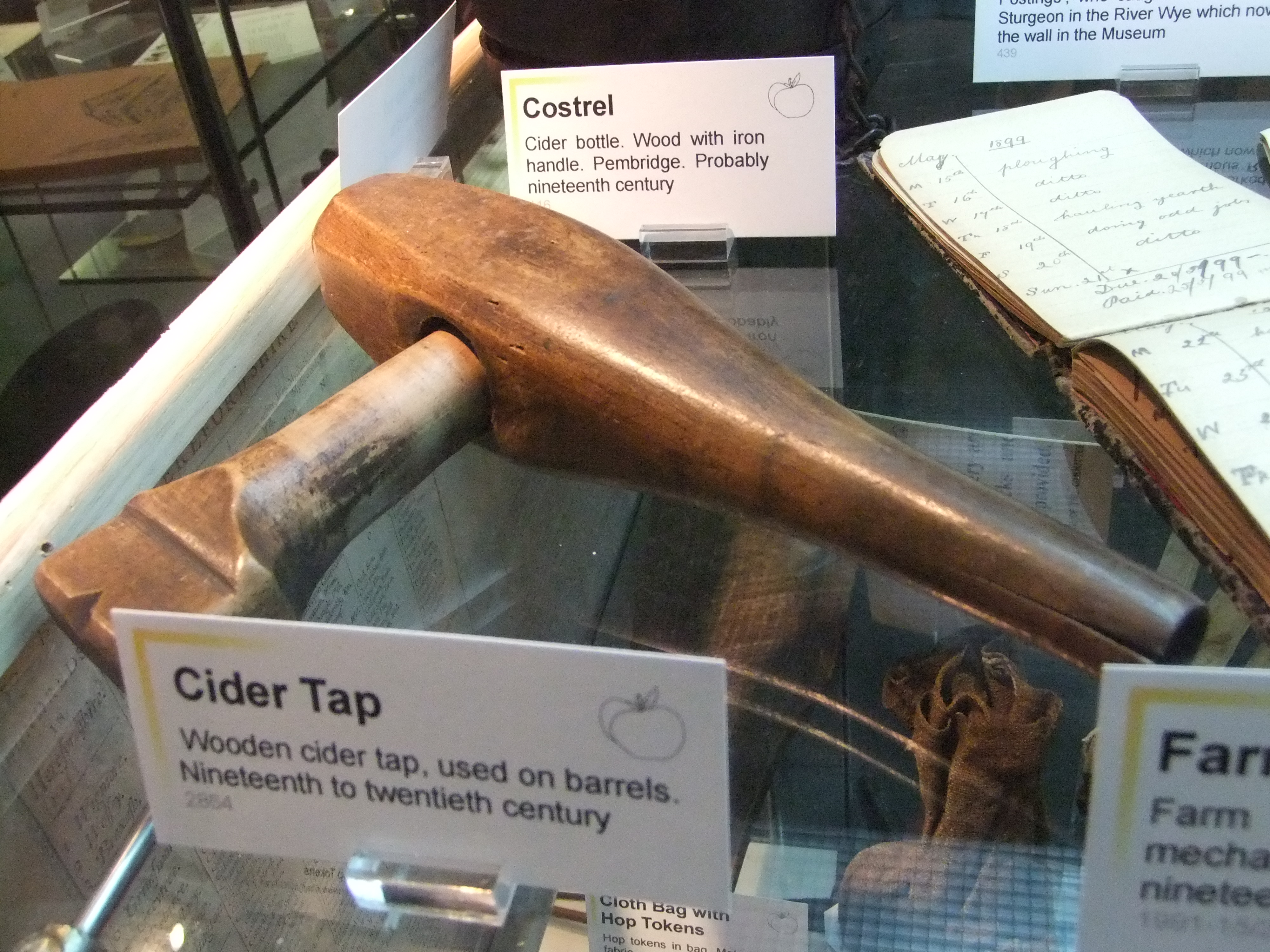
Robinet de fût de cidre avec boisseau conique, en bois, (XIXe et XXe siècles).
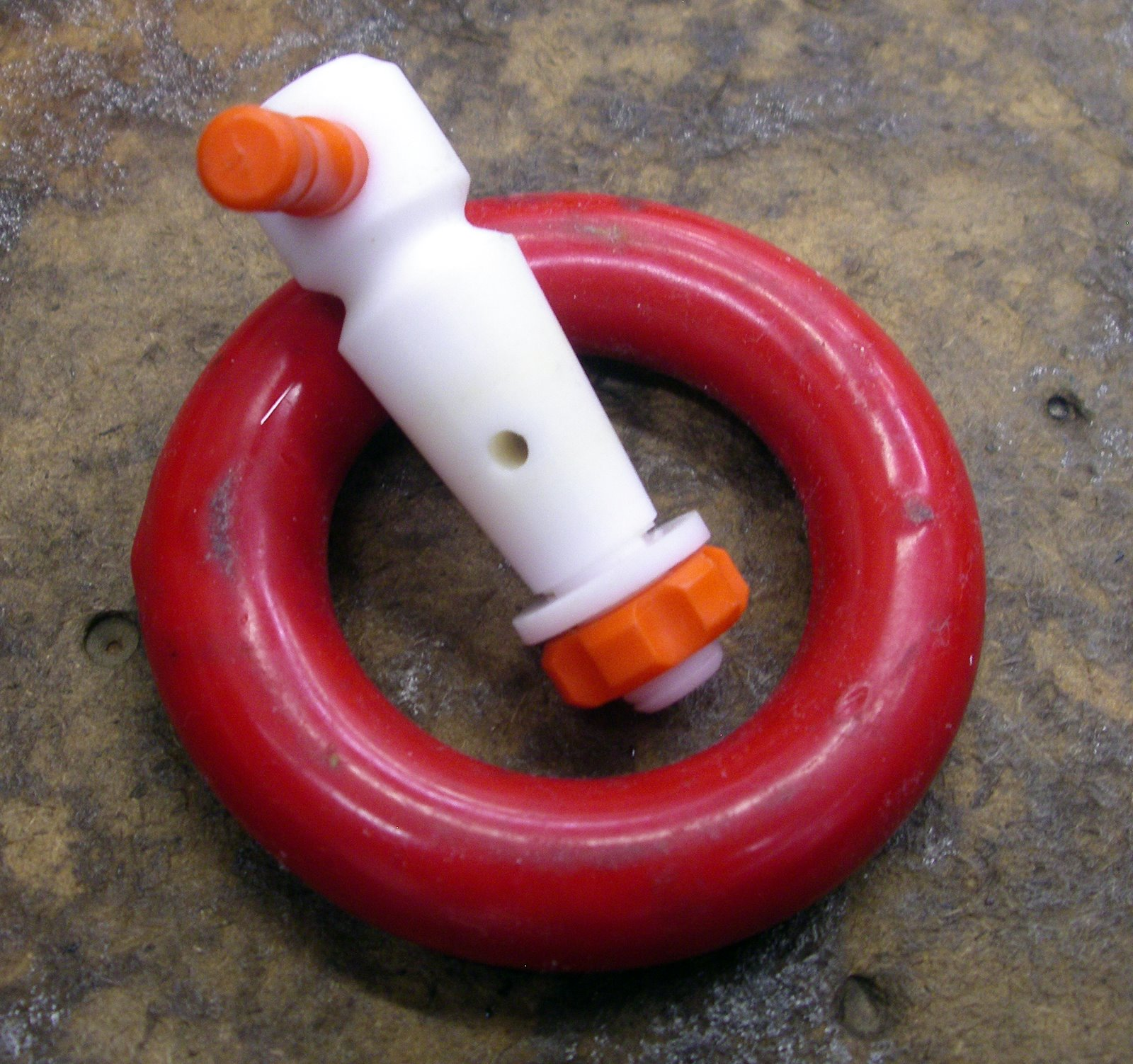
Un robinet d'arrêt à passage droit nu, en Téflon. Notez le système de rondelle et d'écrou pour le maintien dans le corps du robinet.
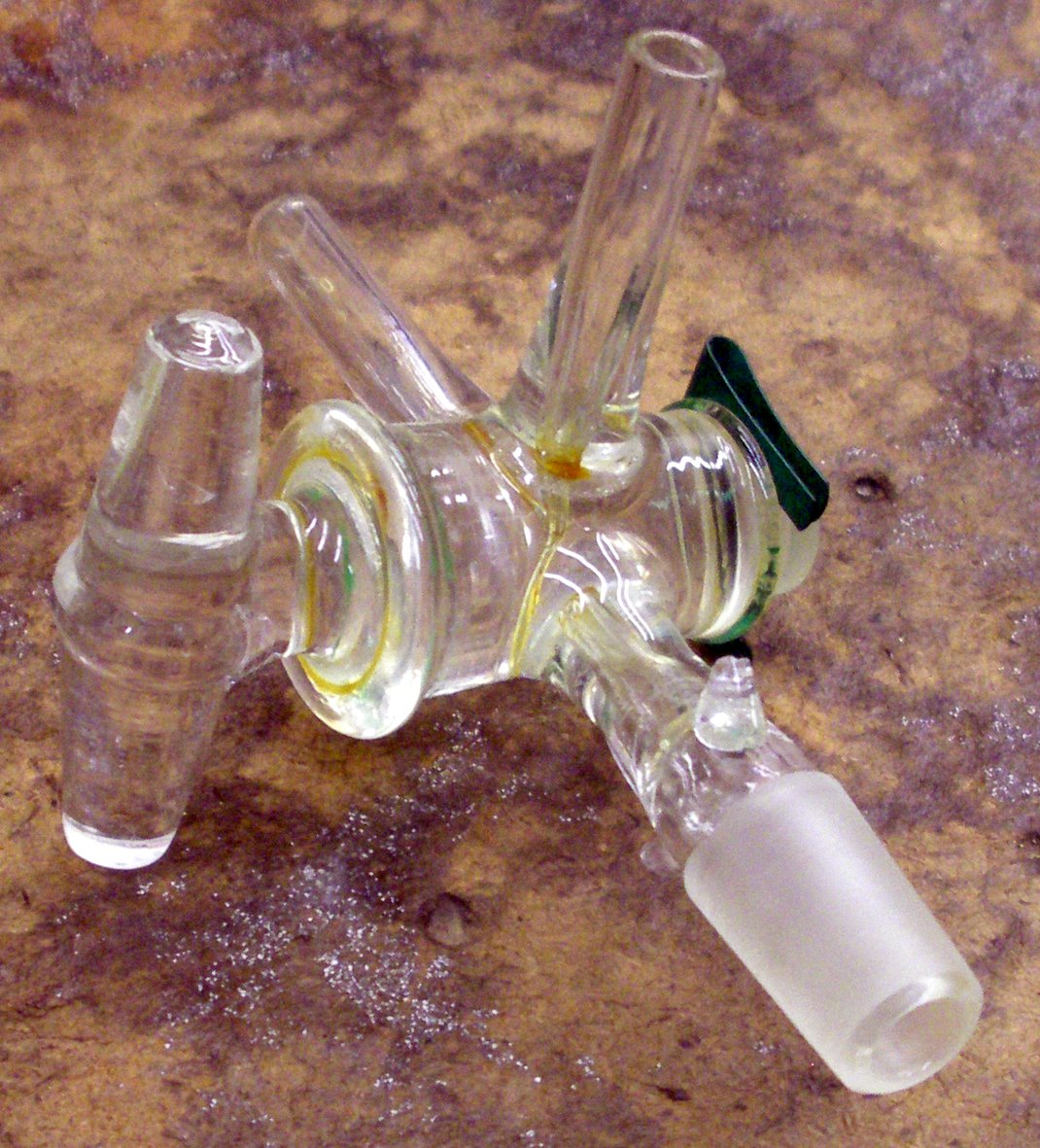
Un robinet d'arrêt en forme de T dans un assemblage à trois voies, en verre. Deux des sorties se terminent par des adaptateurs de tuyau ordinaires tandis que la troisième se termine par un joint mâle en verre rodé 14/20.  Ce robinet est fixé par un ressort métallique facilement démontable.
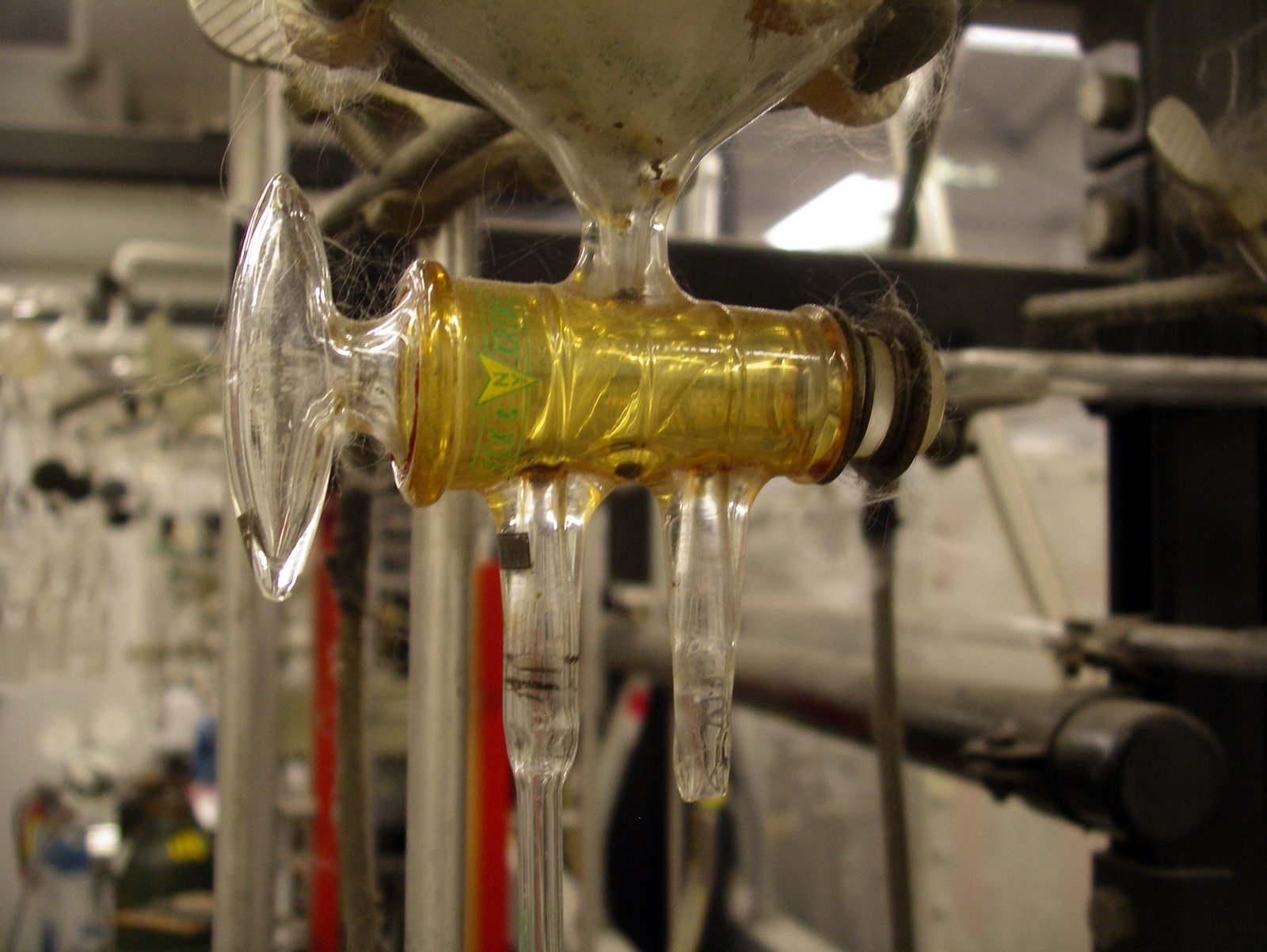
Un robinet à trois voies à double perçage oblique, en verre.
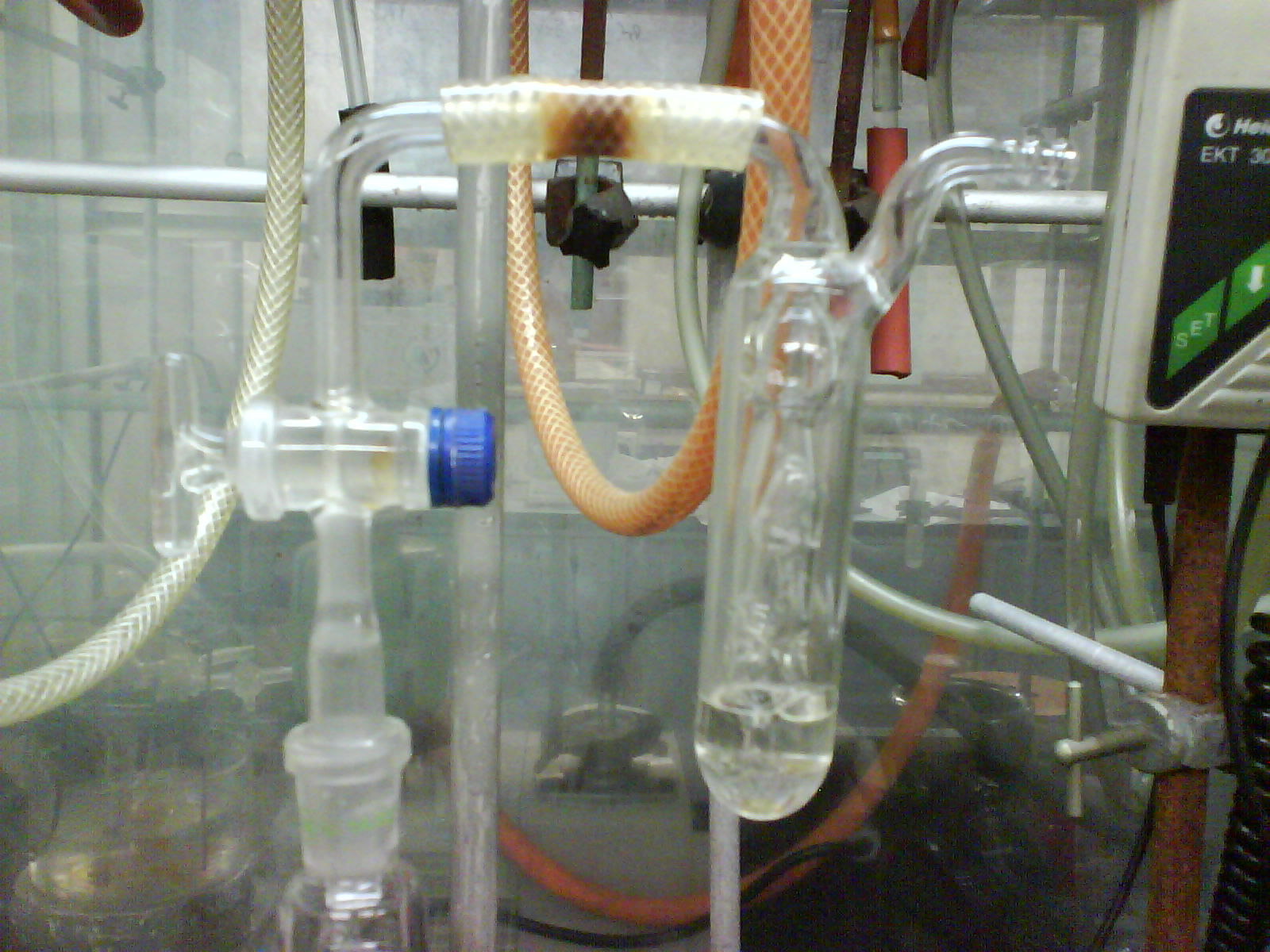
Un robinet d'arrêt en position ouverte, relié à un barboteur à huile (en) par un court tuyau.
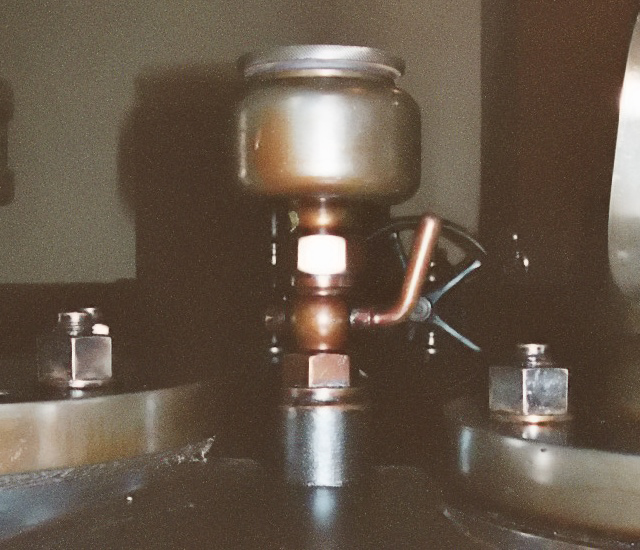
Un robinet d'arrêt sur une machine à vapeur
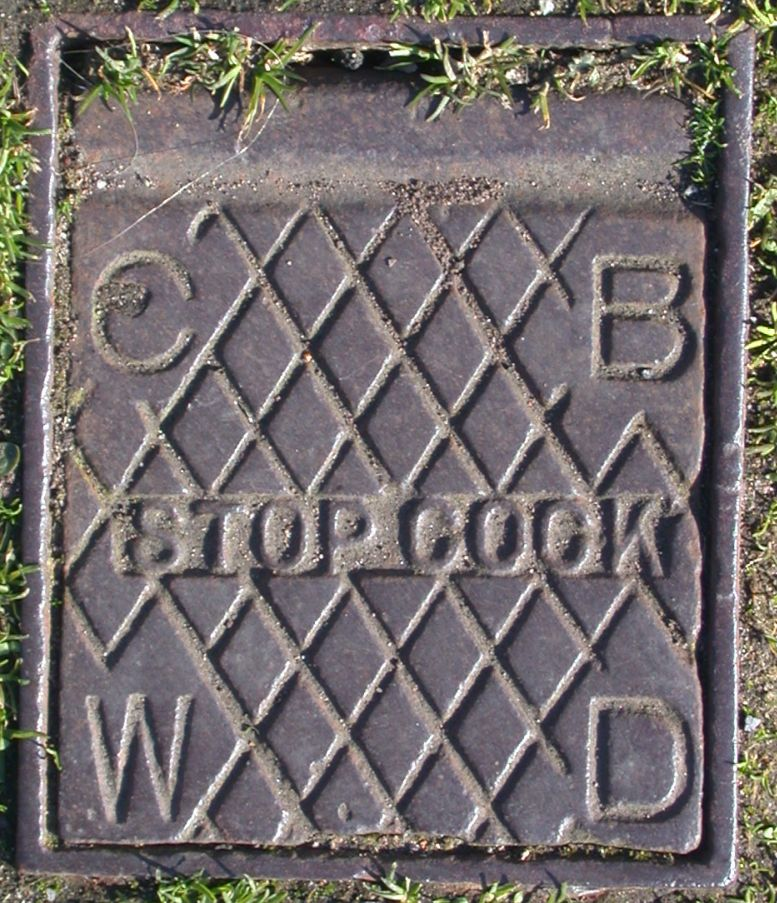
Un couvercle de robinet d'arrêt en fonte de la ville de Birmingham, sur la limite d'une propriété résidentielle, à l'époque où le conseil municipal était responsable de l'approvisionnement en eau potable.